# Varenda liten människa
Varenda liten människa är en psalm med text och musik från 1970 av Bror Edström.

## Publicerad i
- Segertoner 1988 som nr 626 under rubriken "Tillsammans i världen".[1]